# Do You Want the Truth or Something Beautiful?
Do You Want the Truth or Something Beautiful? es el álbum debut de la cantante británica Paloma Faith. Fue lanzado el 28 de septiembre de 2009 por Epic Records. El primer sencillo del álbum «Stone Cold Sober», fue lanzado el 5 de junio de 2009. El segundo sencillo titulado «New York» fue lanzado el 13 de septiembre de 2009. El tercer sencillo homónimo fue lanzado el 21 de diciembre de 2009. El cuarto sencillo «Upside Down» fue lanzado el 15 de marzo de 2010. 

## Lista de canciones
| N.º | Título                                          | Duración |  |
| 1.  | «Stone Cold Sober»                              | 2:54     |  |
| 2.  | «Smoke & Mirrors»                               | 3:06     |  |
| 3.  | «Broken Doll»                                   | 4:07     |  |
| 4.  | «Do You Want The Truth Or Something Beautiful?» | 4:35     |  |
| 5.  | «Upside Down»                                   | 3:09     |  |
| 6.  | «Romance Is Dead»                               | 3:04     |  |
| 7.  | «New York»                                      | 3:39     |  |
| 8.  | «Stargazer»                                     | 3:45     |  |
| 9.  | «My Legs Are Weak»                              | 4:48     |  |
| 10. | «Play On»                                       | 4:04     |  |

Bonus Tracks en iTunes

| Bonus Tracks en iTunes |                                     |          |  |
| N.º                    | Título                              | Duración |  |
| 11.                    | «Press Lightly»                     | 3:33     |  |
| 12.                    | «Stone Cold Sober (En Vivo en ICA)» | 3:27     |  |
| 13.                    | «New York (En Vivo en ICA)»         | 4:07     |  |

### B-Sides
Las siguientes canciones no fueron lanzadas en el álbum, pero fueron lanzadas como b-sides de sus sencillos:
- "I Just Wait" (B-Side de "Stone Cold Sober")
- "Luv Ya" (B-Side de "New York")
- "Technicolour" (B-side de "Upside Down", también usada en un comercial de TV para Samsung Corby)

## Charts
El álbum entró en el Irish Albums Chart el 1 de octubre de 2009, en el puesto #29 y alcanzó su posición máxima hasta el puesto #26. El álbum tuvo un mejor desempeño el UK Albums Charts. Entró con el puesto #14 el 4 de octubre de 2009, y alcanzó su posición máxima en el puesto #9.
El álbum fue certificado de oro el 20 de diciembre de 2009 en el Reino Unido.
| Chart (2009)         | Posición peak |
| -------------------- | ------------- |
| Irish Albums Chart   | 26            |
| UK Albums Chart      | 9             |
| Swiss Albums Chart   | 37            |
| Dutch Albums Chart   | 50            |
| Chart (2010)         | Peak position |
| Finnish Albums Chart | 46            |
| Polish Albums Chart  | 39            |